# Hannover-Langenhagens flygplats
Hannover-Langenhagens flygplats (tyska: Flughafen Hannover-Langenhagen) (IATA: HAJ, ICAO: EDDV) är en internationell flygplats strax norr om Hannover huvudstad i tyska delstaten Niedersachsen. Flygplatsen är den 9:e största flygplatsen i Tyskland sett till antal passagerare och är belägen 11 km norr om Hannovers centrum med anslutning till vägarna A352 och B522. Flygplatsen har flyg till europeiska storstads- och fritidsdestinationer och fungerar som bas för Eurowings, Corendon Airlines Europe och TUIfly. Anläggningen omfattar 570 hektar mark.

## Historik
Hannovers flygplats öppnades i Langenhagen 1952 och ersatte ett gammalt flygfält inom Hannovers stadsgräns. År 1973 öppnades två moderna terminaler, som blev kända på grund av deras kompakta design. De blev arketypen för Sheremetyevo International Airport i Moskva. Dessa terminaler A och B är fortfarande i drift idag.
År 1998 öppnades den största terminalen, C, för att hantera fler passagerare, med ytterligare 8 boardingplatser och 3 bussavgångsplatser. Upp till 33 flygplan kan hanteras samtidigt, varav 20 kan använda flygplansplatser utrustade med Jetway. Alla tre terminalerna kan hantera en Boeing 747.
Från 1957 till 1990 var flygplatsen värd för Internationale Luft- und Raumfahrtausstellung, Tysklands största flygmässa. Efter en dödsolycka 1988, när en Chinook-helikopter från Royal Air Force träffade en Jetway med sin rotor, och den tyska återföreningen två år senare, flyttade flyguppvisningen till Berlin 1992.
Hannovers flygplats har kämpat för att generera ökad efterfrågan och nya rutter från nätverksoperatörer till deras nav öppnades och stängdes efter en säsong/år på grund av låg efterfrågan (till exempel Aer Lingus, Airbaltic, TAP Air Portugal). Även om trafiken växte tillfredsställande under slutet av 1990-talet har det under senare decenniet varit liten tillväxt. Både 2007 och 2008 minskade trafiken med mindre än 1 procent, men 2009 minskade den med nästan 12 procent. Hannovers flygplats är en av väldigt få tyska flygplatser som är öppna 24 timmar om dygnet, men det går väldigt få flyg mellan 23:00 och 04:00.

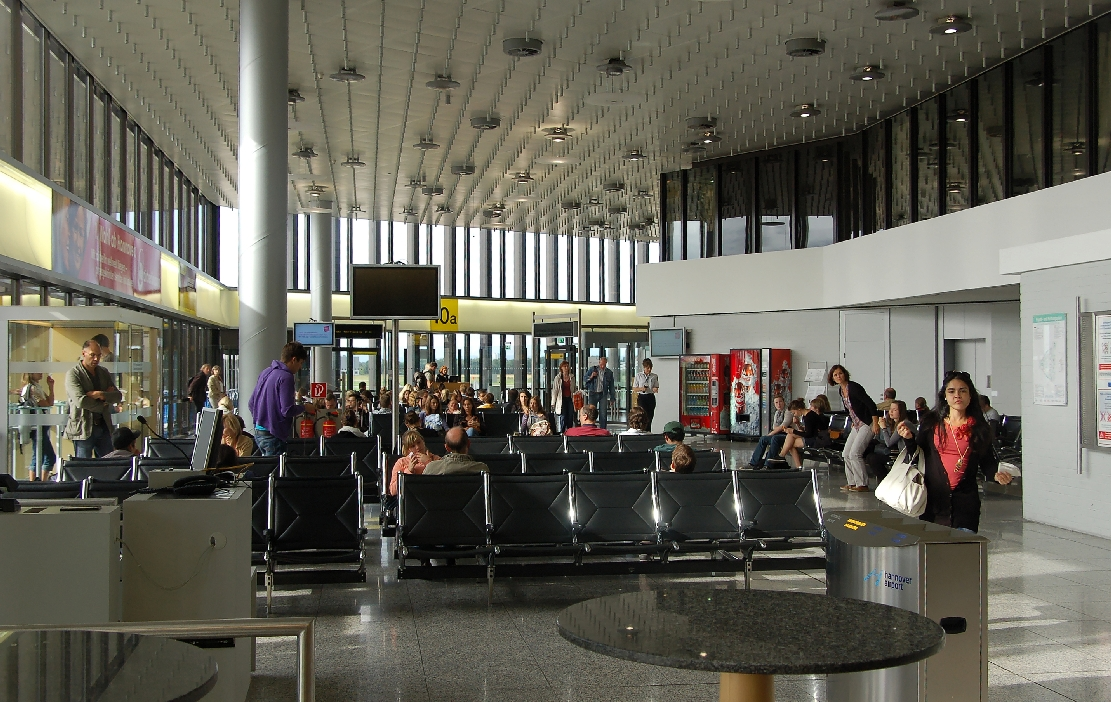
Avgångshallen

General Aviation Terminal, som ligger nära den centrala banan, döptes om till Karl Jatho Terminal för att hedra Hannoverska flygpionjären Karl Jatho.

## Flygbolag och destinationer
Följande flygbolag erbjuder reguljära reguljär- och charterflyg på Hannovers flygplats:
| Flygbolag                     | Destinationer |
| ----------------------------- | --- |
| Aegean Airlines               | Säsong: Athens, Thessaloniki |
| Air Cairo                     | Hurghada Säsong: Marsa Alam |
| Air France                    | Paris–Charles de Gaulle |
| Air Serbia                    | Belgrade |
| AnadoluJet                    | Istanbul–Sabiha Gökçen Säsong: Antalya |
| Austrian Airlines             | Vienna |
| British Airways               | London–Heathrow |
| Corendon Airlines             | Antalya, Fuerteventura, Gran Canaria, Hurghada, Tenerife–South Säsong: Adana, Ankara, Corfu, Diyarbakır, Heraklion, İzmir, Kayseri, Kos, Lanzarote, Marsa Alam, Palma de Mallorca, Rhodes, Samsun |
| European Air Charter          | Säsong charter: Burgas, Hurghada, Marsa Alam, Varna |
| Eurowings                     | Palma de Mallorca, Pristina Säsong: Bari (begins 28 April 2024), Catania (resumes 30 April 2024), Faro (begins 30 April 2024), Gran Canaria, Lamezia Terme (resumes 2 May 2024), Málaga (begins 24 April 2024), Naples (resumes 29 April 2024), Olbia (resumes 30 April 2024), Rome–Fiumicino (begins 29 April 2024), Tenerife–South, Thessaloniki |
| FlyEgypt                      | Säsong charter: Hurghada |
| FlyErbil                      | Erbil |
| Freebird Airlines             | Antalya |
| KLM                           | Amsterdam |
| Lufthansa                     | Frankfurt, Munich |
| Mavi Gök Airlines             | Säsong: Antalya |
| Nesma Airlines                | Säsong charter: Hurghada |
| Nouvelair                     | Djerba, Monastir |
| Pegasus Airlines              | Istanbul–Sabiha Gökçen Säsong: Antalya, Bodrum |
| Scandinavian Airlines         | Copenhagen |
| Southwind Airlines            | Säsong: Antalya |
| SunExpress                    | Adana, Ankara, Antalya, Diyarbakır, Izmir Säsong: Bodrum, Gaziantep, Kayseri |
| Swiss International Air Lines | Zürich |
| Tailwind Airlines             | Antalya |
| TUI fly Deutschland           | Boa Vista, Fuerteventura, Funchal, Gran Canaria, Hurghada, Lanzarote, Palma de Mallorca, Sal, Tenerife–South Säsong: Arvidsjaur (begins 8 December 2023), Corfu, Dalaman, Enfidha (resumes 1 May 2024), Faro, Heraklion, Ibiza, Jerez de la Frontera, Kittilä (begins 8 January 2024), Kos, Larnaca, Menorca, Patras, Rhodes                       |
| Turkish Airlines              | Istanbul Säsong: Trabzon |
| Volotea                       | Säsong: Toulouse |
| Vueling                       | Barcelona |